# Barragem de Santa Luzia
A Barragem de Santa Luzia foi construída sobre o leito do Rio Unhais, numa estreita garganta quartzítica situada na freguesia de Fajão-Vidual, junto à  localidade de Casal da Lapa, no Município da Pampilhosa da Serra, Região Centro de Portugal.
Foi projetada por André Coyne e tem aproveitamento hidroelétrico. Foi inaugurada em 1942, tendo levado onze anos a ser edificada. Em 1931 começou a ser construída e em 1934 iniciou-se levantamento da barragem, que terminou em março de 1935. Possui 76 metros de altura e um comprimento de coroamento de 115 metros.
Pertencendo à bacia hidrográfica do Tejo, a barragem de Santa Luzia tem uma superfície de 50 km2 e recebe também água da Barragem do Alto Ceira, canalizada através de um túnel de derivação com 6 945 metros de comprimento. Os trabalhos da barragem terminaram em 1942 com o fecho das comportas em novembro desse ano pela Companhia Eléctrica das Beiras. A central hidroelétrica está construída na localidade de Esteiro, a 3,5 quilómetros da barragem, e possui 4 grupos geradores com uma potência total de 24 MW, produzindo num ano normal 55 GW-h. . A central hidroelétrica tem a particularidade de descarregar a água turbinada diretamente no Rio Zêzere. A descarga de fundo e a de emergência permanecem no rio Unhais.
O nome da barragem advém da Ermida de Santa Luzia, uma capela existente nos penedos contíguos à barragem, no limite das freguesias de Vidual e Cabril. Esta capela foi erigida em 1930, por iniciativa de Francisco Pedro Simões, natural da Malhada do Rei, em cumprimento de uma promessa.